# Sergueï Glinka
Sergueï Nikolaïevitch Glinka (Сергей Николаевич Глинка), né en 1774 et mort le 5 avril 1847 à Smolensk, est un écrivain russe de la première moitié du XIXe siècle. Il est le frère du poète et historien Fiodor Glinka et le cousin du compositeur Mikhaïl Glinka.

## Biographie
Glinka naît au manoir de Soutoki dans une famille de la noblesse du gouvernement de Smolensk. Il étudie dès l'enfance au corps de cadets. Il devient lieutenant en 1796 dans l'armée impériale, nommé aide de camp du prince Dolgorouki à Moscou. Il démissionne de l'armée en 1800 après la mort de son père avec droits à la retraite comme major et s'installe en 1803 à Moscou, renonçant à son héritage en faveur de ses sœurs. Il écrit pour le théâtre et fait des traductions. Il se lance dans l'écriture de romans et de poésies. En 1807, il rejoint en tant que  major de brigade la milice de défense dans l'escouade de Sytchev. Entre 1808 et 1821, il publie Le Messager russe qui exerça une grande influence dans le sens du patriotisme contre Napoléon jusqu'en 1813. Glinka écrit des pièces patriotiques, comme Nathalie, la fille du boyard (Saint-Pétersbourg, 1806); Michel, prince de Tchernigov (Moscou, 1808); le livret de l'opéra Olga la Belle (Moscou, 1808); Boyan (Moscou, 1808); les drames patriotiques Minine (Moscou, 1809); Le Siège de Poltava (Moscou, 1810), etc. Il compose aussi des poèmes et des romans en vers : Pojarski et Minine ou Le Sacrifice des Russes (Moscou, 1807) : La Tsarine Nathalie Kirillovna (Moscou, 1809).
Glinka acquiert aussi à la notoriété comme écrivain pour la jeunesse, grâce à son Histoire russe pour la jeunesse publiée en plusieurs volumes ou grâce à sa Lecture pour les enfants éditée en douze volumes en 1821. 
De ses nombreux écrits, l'on peut distinguer également: Mémoires de l'année 1812 et Mémoires sur Moscou et l'étranger de 1812 à 1815. Il meurt à Smolensk en 1847.